# 24-й Венецианский кинофестиваль
24-й Венецианский международный кинофестиваль проходил в Венеции, Италия, с 24 августа по 7 сентября, 1963 года.

## Жюри
- Артуро Ланочита (председатель жюри, Италия),
- Сергей Герасимов (СССР),
- Льюис Джейкобс (США),
- Хидеми Кон (Япония),
- Клод Мориак (Франция),
- Гуидо Аристарко, Италия
- Пьеро Гадда Конти (Италия).

## Фильмы в конкурсе
- Билли-лжец, режиссёр Джон Шлезингер
- Блуждающий огонёк, режиссёр Луи Маль
- Хад, режиссёр Мартин Ритт
- Прекрасный май, режиссёр Крис Маркер и Пьер Ломм
- Мюриэль, или Время возвращения, режиссёр Ален Рене
- Никогда ничего не происходит, режиссёр Хуан Антонио Бардем
- Слуга, режиссёр Джозеф Лоузи
- Воскресенье в сентябре, режиссёр Йорн Доннер
- Рай и ад, режиссёр Акира Куросава
- Том Джонс, режиссёр Тони Ричардсон
- Палач, режиссёр Луис Гарсия Берланга
- Вступление, режиссёр Игорь Таланкин
- Золотой папоротник, режиссёр Йиржи Вайс
- Руки над городом, режиссёр Франческо Рози

## Награды
- Золотой лев: Руки над городом, режиссёр Франческо Рози
- Специальный приз жюри:
  - Блуждающий огонёк, режиссёр Луи Маль
  - Вступление, режиссёр Игорь Таланкин
- Кубок Вольпи за лучшую мужскую роль: Альберт Финни — Том Джонс
- Кубок Вольпи за лучшую женскую роль: Дельфин Сейриг — Мюриэль, или Время возвращения